# Climacoptera obtusifolia
Climacoptera obtusifolia là loài thực vật có hoa thuộc họ Dền. Loài này được (Schrenk) Botsch. mô tả khoa học đầu tiên năm 1956.